# Phyllogomphoides stigmatus
Phyllogomphoides stigmatus – gatunek ważki z rodziny gadziogłówkowatych (Gomphidae). Występuje na terenie Ameryki Północnej i Ameryki Środkowej.